# Theophilus-Spiel
Das Theophilus-Spiel ist ein mittelniederdeutsches geistliches Sing- und Schauspielstück, das im öffentlichen Raum wie Marktplätzen und vor Kirchen aufgeführt wurde. Es erzählt die Geschichte des heiligen Theophilus, der einen Pakt mit dem Teufel eingeht, um erfolgreicher und beliebter zu sein. Bald jedoch bereut Theophilus seinen Frevel und wendet sich an die Muttergottes, die hinabsteigt, um mit dem Teufel über die Seele zu verhandeln.
Das Spiel ist in drei Handschriften überliefert, die in Trier, Wolfenbüttel und Stockholm aufbewahrt werden und aus dem Zeitraum zwischen 1430 und 1460 stammen. Die Urform des Stoffes kommt aus dem 7. Jahrhundert, sie war wohl eine griechische Legende.
Die Trierer Handschrift (Signatur Hs. 1120/128 4°), ein zwölfseitiges Fragment im hohen Format 29 × 10 cm, enthält zusätzlich zum Text Anweisungen für die Aufführung und Noten für Gesänge. Sie gelangte 1806 aus dem Bibliotheksbestand der Adelsfamilie Manderscheid-Blankenheim in die Stadtbibliothek Trier. Die Wolfenbütteler Handschrift (Herzog August Bibliothek, Signatur Cod. 1203 Helmst.), eine Sammelschrift im Format 14 × 10 cm, stellt eine Leseausgabe dar. Bei der Stockholmer Handschrift (Königliche Bibliothek, Signatur Cod. Vu 73) handelt es sich ebenfalls um eine Sammelschrift.